# La Peña Bola
La Peña Bola är en ort i Mexiko.   Den ligger i kommunen Sombrerete och delstaten Zacatecas, i den centrala delen av landet, 700 km nordväst om huvudstaden Mexico City. La Peña Bola ligger 2 321 meter över havet och antalet invånare är 189.
Terrängen runt La Peña Bola är kuperad söderut, men norrut är den platt. Runt La Peña Bola är det glesbefolkat, med 16 invånare per kvadratkilometer. Närmaste större samhälle är Sombrerete, 1,1 km sydost om La Peña Bola. Trakten runt La Peña Bola består i huvudsak av gräsmarker.